# APCS
APCS (англ. Amyloid P component, serum) – білок, який кодується однойменним геном, розташованим у людей на короткому плечі 1-ї хромосоми.  Довжина поліпептидного ланцюга білка становить 223 амінокислот, а молекулярна маса — 25 387.
| 10         |  | 20         |  | 30         |  | 40         |  | 50         |
| ---------- |  | ---------- |  | ---------- |  | ---------- |  | ---------- |
| MNKPLLWISV |  | LTSLLEAFAH |  | TDLSGKVFVF |  | PRESVTDHVN |  | LITPLEKPLQ |
| NFTLCFRAYS |  | DLSRAYSLFS |  | YNTQGRDNEL |  | LVYKERVGEY |  | SLYIGRHKVT |
| SKVIEKFPAP |  | VHICVSWESS |  | SGIAEFWING |  | TPLVKKGLRQ |  | GYFVEAQPKI |
| VLGQEQDSYG |  | GKFDRSQSFV |  | GEIGDLYMWD |  | SVLPPENILS |  | AYQGTPLPAN |
| ILDWQALNYE |  | IRGYVIIKPL |  | VWV        |  |            |  |            |

A: Аланін

C: Цистеїн

D: Аспарагінова кислота

E: Глутамінова кислота

F: Фенілаланін

G: Гліцин

H: Гістидин

I: Ізолейцин

K: Лізин

L: Лейцин

M: Метіонін

N: Аспарагін

P: Пролін

Q: Глутамін

R: Аргінін

S: Серин

T: Треонін

V: Валін

W: Триптофан

Білок має сайт для зв'язування з іонами металів, іоном кальцію, лектинами. 
Секретований назовні.